# هامور مرمری
هامور مرمری (نام علمی: Dermatolepis inermis) نام یک گونه از زیرخانواده هامور است.